# Marjasaari (ö i Södra Savolax, Nyslott, lat 61,65, long 29,16)
Marjasaari är en ö i Finland. Den ligger i sjön Pihlajavesi och i kommunen Nyslott i  landskapet Södra Savolax, i den sydöstra delen av landet, 280 km nordost om huvudstaden Helsingfors. Öns area är 5,4 hektar och dess största längd är 430 meter i sydöst-nordvästlig riktning.